# Mogens Olufsen Munk
Mogens Olufsen Munk (ca. 1470 - 1558), var en dansk adelig, bror til Iver Munk og far til Oluf Munk.
Mogens Olufsen Munk blev landsdommer i Jylland i 1521 og året efter var han hovedkraften bag en sammensværgelse mod Christian 2.. I januar 1523 blev han sendt til gottorpske hertug Fredrik for at tilbyde ham kronen. Undervejs besøgte han Christian 2. i Vejle. Munk blev siden rigsrådsmedlem og talte på kongens vegne på Viborgs ting, hvor han verbalt angreb Christian 2. Han blev fjernet fra retten i 1531 som følge af bøndernes utilfredshed med ham. I 1534 medvirkede han til Christian 3.s kongevalg. Han var landsdommer frem til 1542 og trådte tilbage fra rigsrådet i 1544.